# Sjøholt
Sjøholt er administrationsbyen i Ørskog kommune i Møre og Romsdal fylke i Norge. Byen har 1.302 indbyggere (2012) og ligger ved Ørskogvika i Storfjorden på Sunnmøre.
Sjøholt er et trafikknudepunkt, hvor Europavej 39, fra Romsdal over Ørskogfjellet møder Riksvei 650 langs nordsiden af Storfjorden. Gennem Sjøholt går Europavej 136 (E136), en europavej som går fra Ålesund gennem Romsdalen til Dombås hvor den møder E6. Mellem Spjelkavik og Brastad, i Vestnes kommune, følger den samme tracé som E39. Der er ca. 30 km til Moa og 40 km til Ålesund centrum. 10 km i nordvestlig retning ligger Skodje, 25 km i sydøstlig retning ligger Stordal og i nordøstlig retning til Vestnes centrum er der ca. 25 km.